# Grota

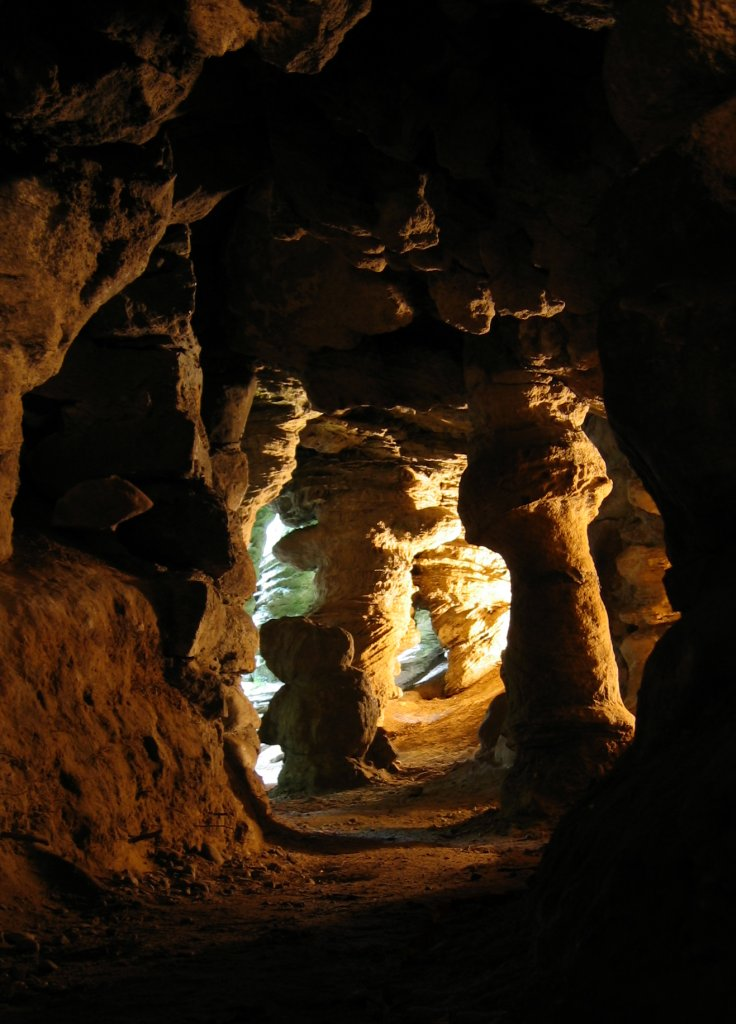
Groty Mechowskie

Grota – podobnie jak pieczara, potoczne określenie jaskini. Dawniej używane było często i nawet tworzono nazwy jaskiń z tym słowem, np. Mylna Grota, oraz wyrażenia jak „grotołaz”. Po II wojnie światowej, w ramach porządkowania nazewnictwa postanowiono stosować jedynie słowo jaskinia lub schronisko, zaś słowo grota uznano za synonim jaskini lub schroniska. W opracowaniach speleologicznych słowo grota stosuje się już rzadko.
Nazwa grota została w języku polskim zapożyczona, w języku włoskim słowo grotta oznacza jaskinię, francuska nazwa grotte, czy hiszpańska gruta, a te pochodzą od słowa grupta w łacinie ludowej, czyli crypta w łacinie klasycznej (krypta).
Mianem groty określane są także specjalne budowle, szczególnie popularne w ogrodach i parkach romantycznych, gdzie pojawiły się w XVI wieku początkowo w ogrodach manierystycznych Francji i Włoch (zob. grota ogrodowa).

## Galeria

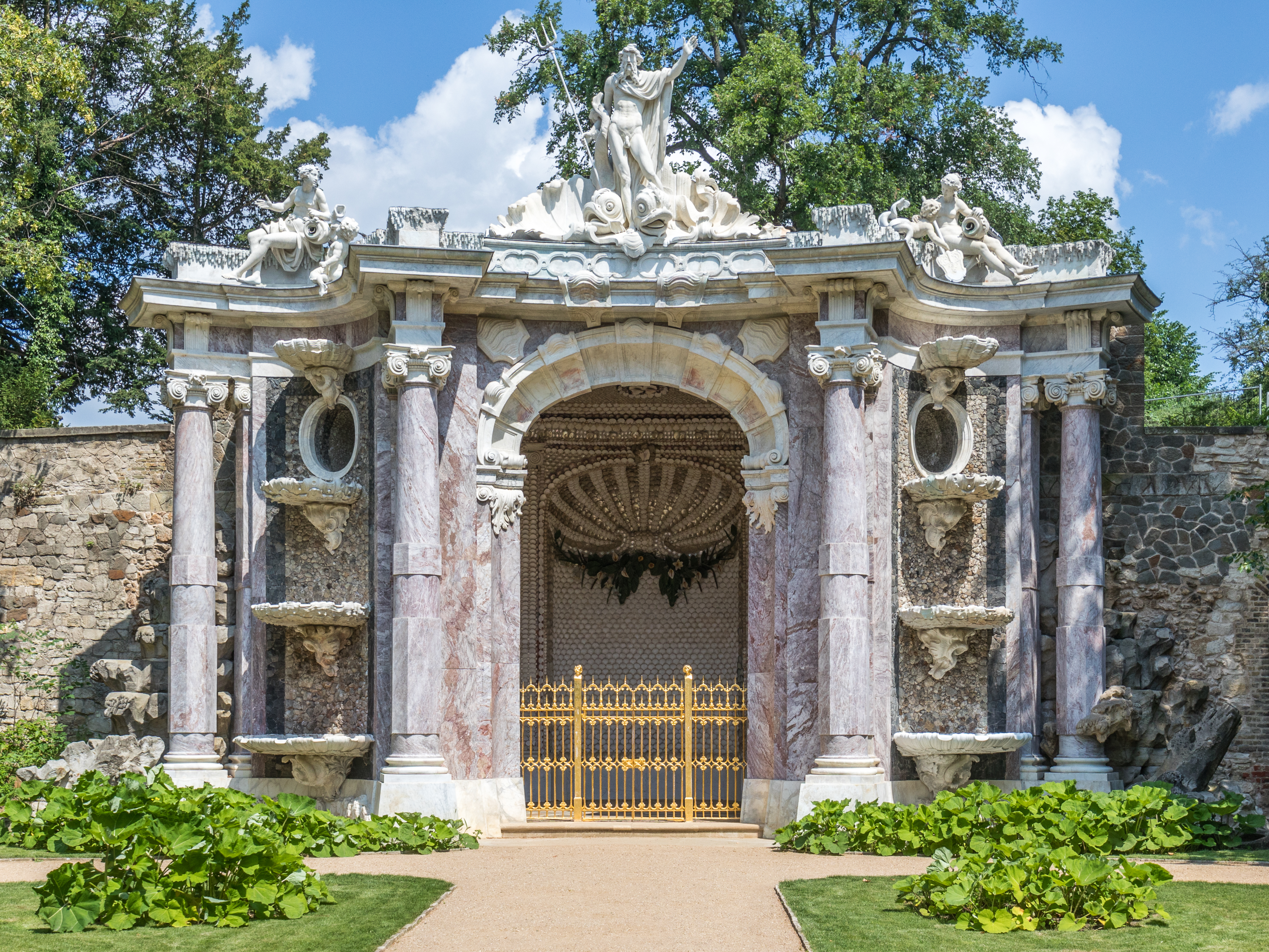
Grota Neptuna (Poczdam)
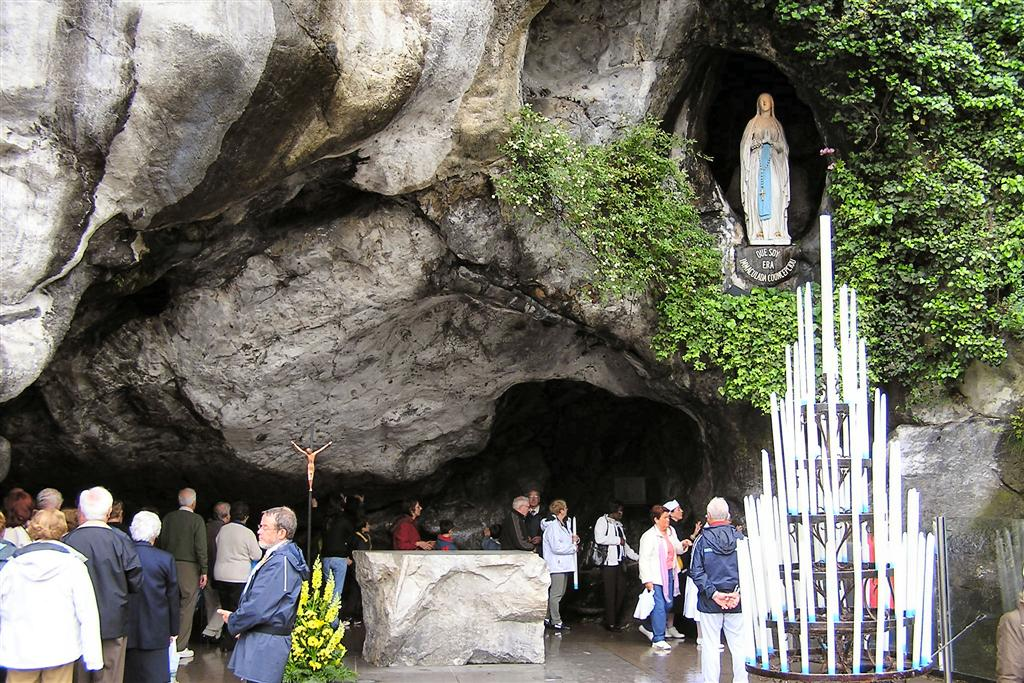
Grota Massabielle
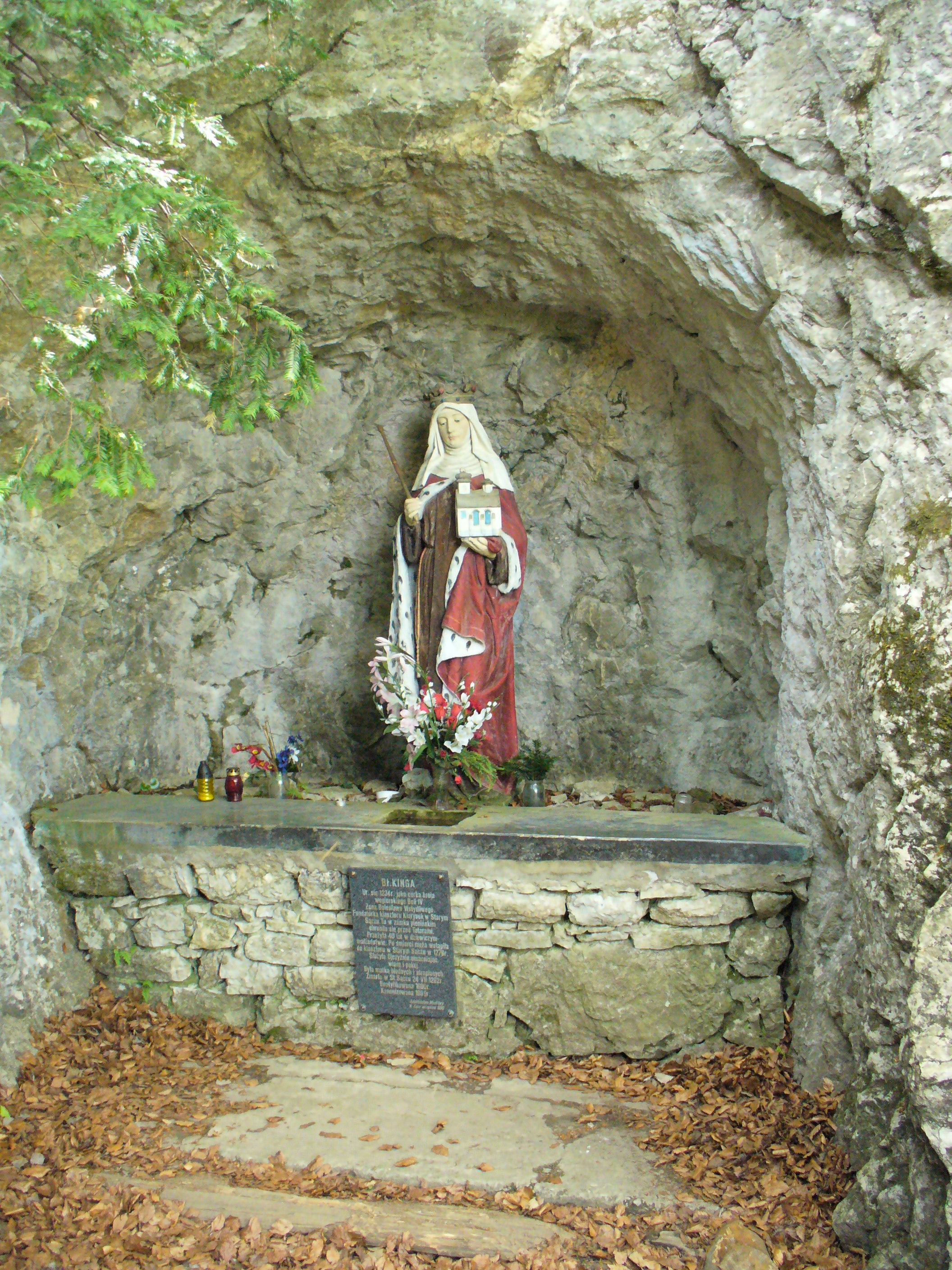
Grota świętej Kingi
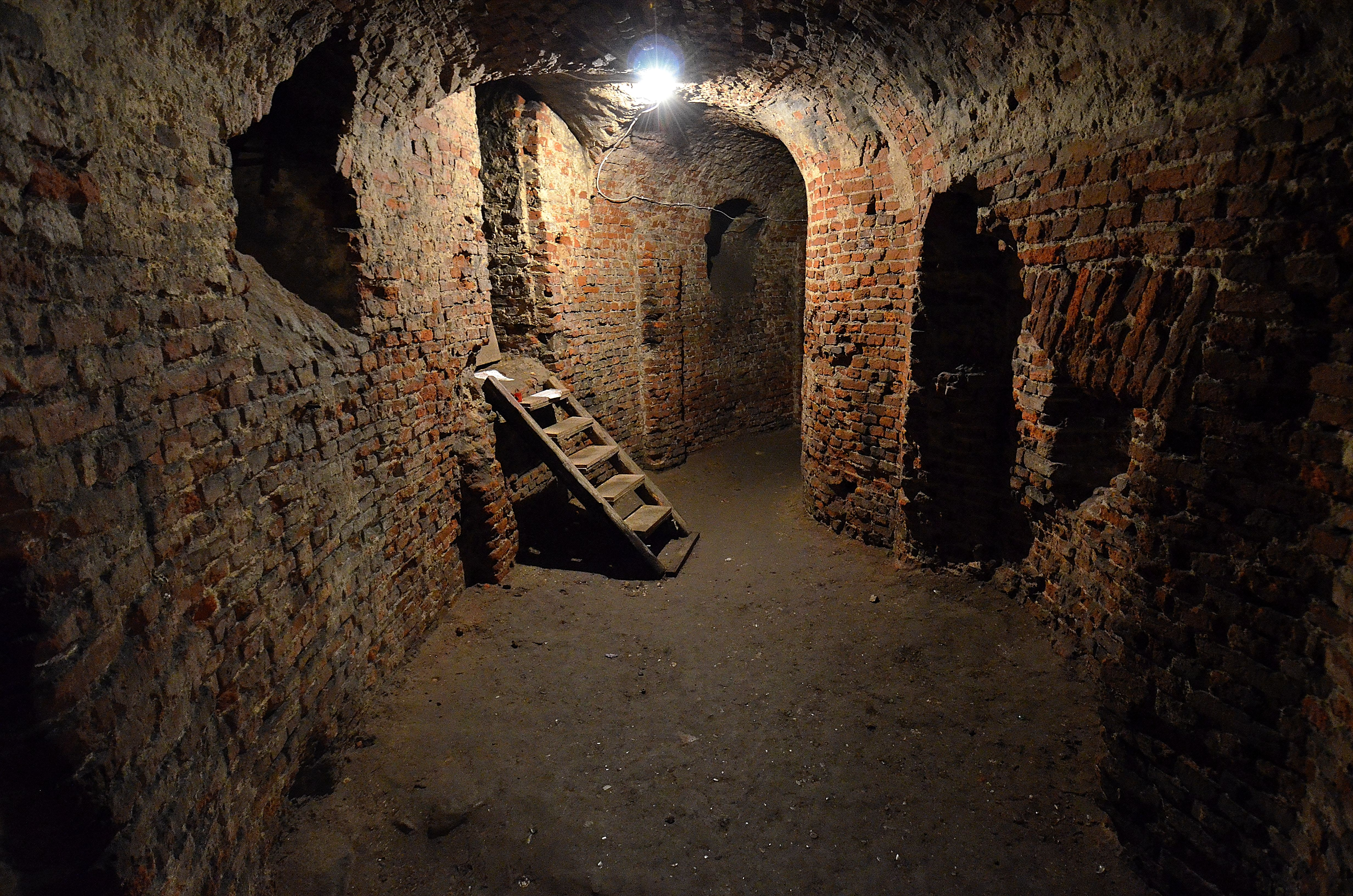
Elizeum w Warszawie
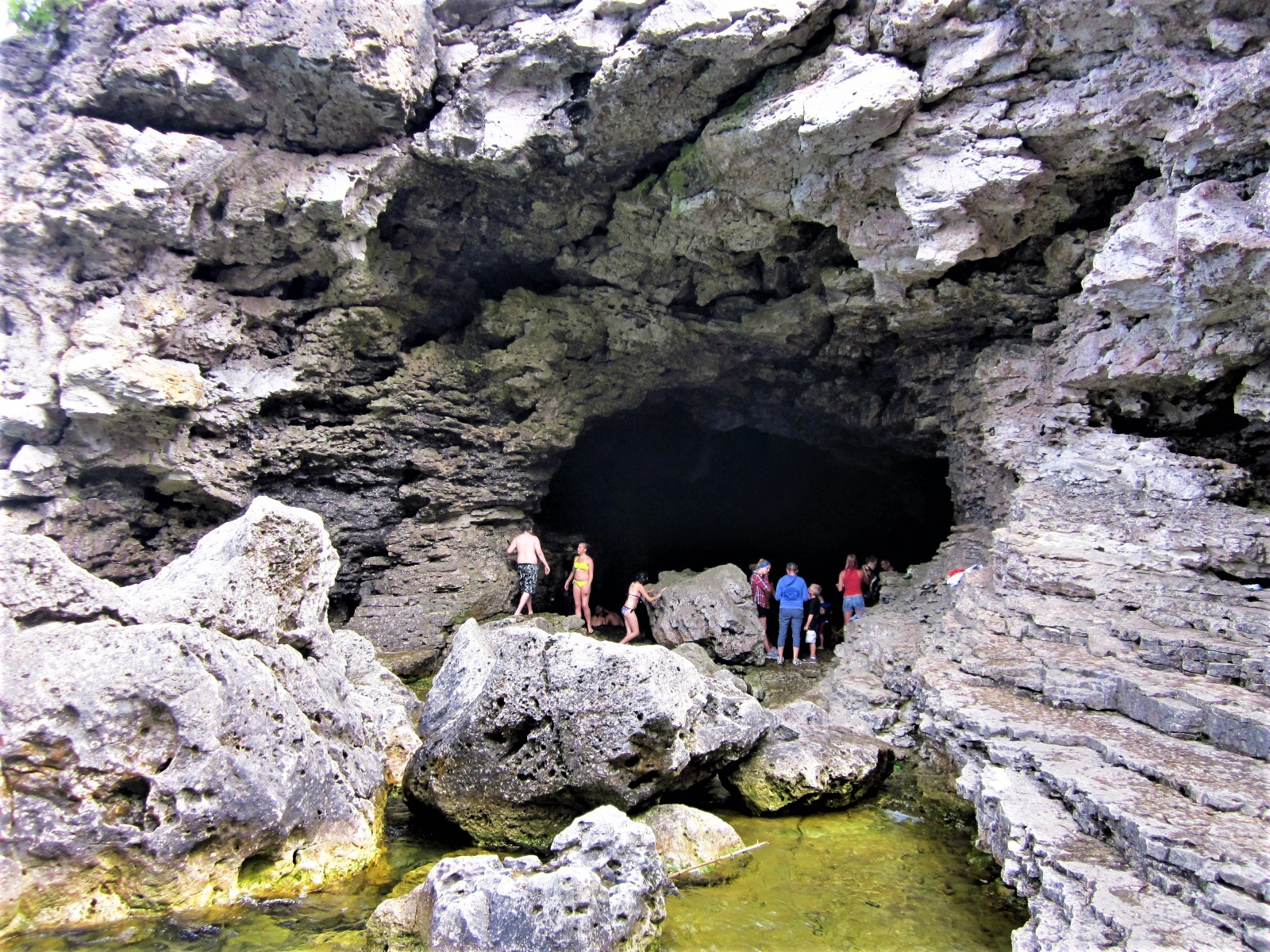
Ontario, Kanada
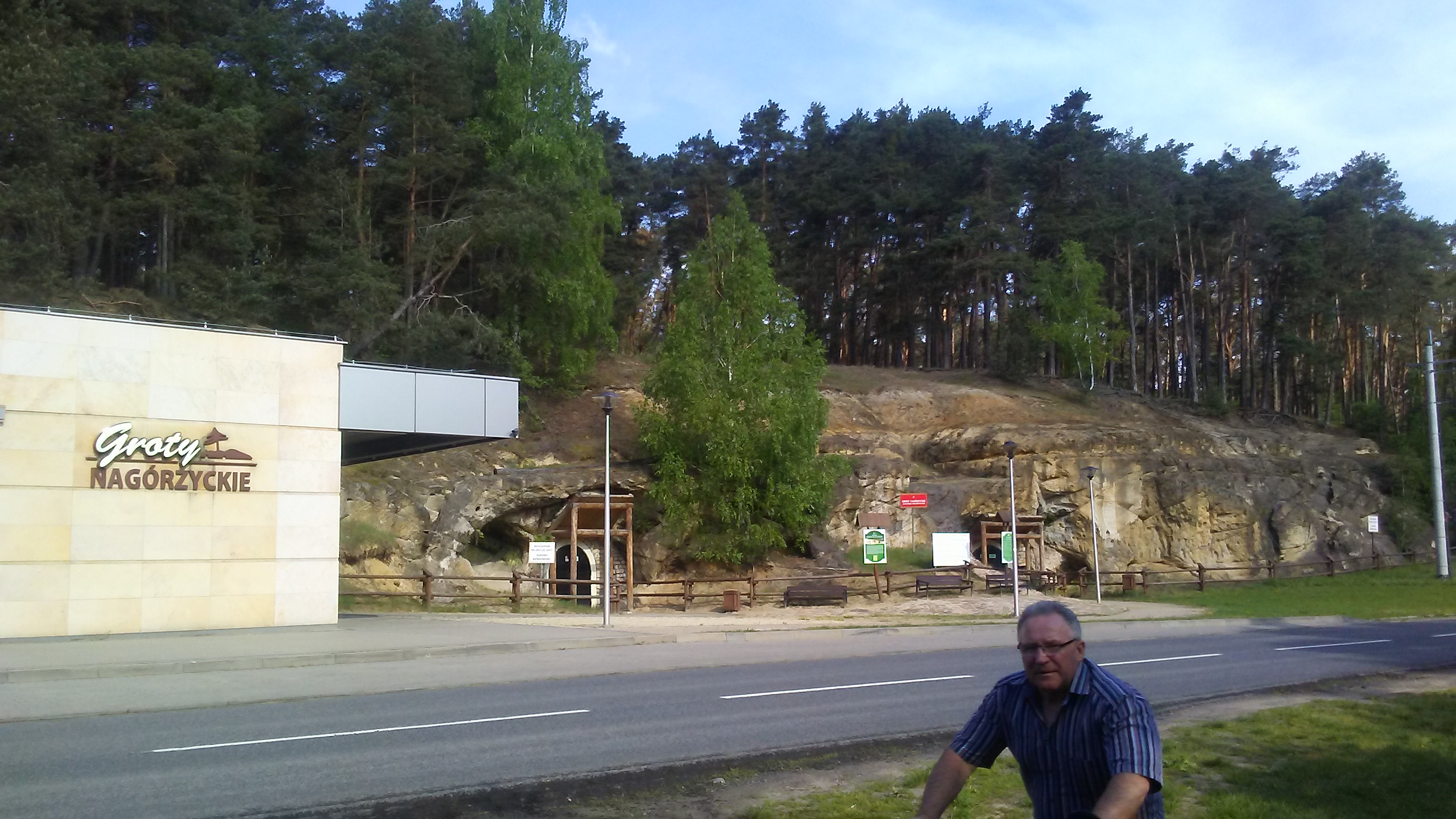
Groty Nagórzyckie (Tomaszów Mazowiecki)